# Professional Golfers’ Association of Austria
Die Professional Golfers’ Association of Austria (PGA of Austria) ist der österreichische Verband der Berufsgolfer und versteht sich als Zusammenschluss von Golflehrern und professionellen Turnierspielern. Der Sitz befindet sich in Wien.

## Geschichte
Die Gründung der PGA of Austria erfolgte im Jahre 1980 durch Oswald Gartenmaier. Im November 2000 wurde die Vereinigung  vom Dachverband PGA of Europe als Full Member aufgenommen und gleichzeitig das Ausbildungssystem anerkannt.

## Ausbildung
Es werden dreijährige Schulungen zum PGA Diplomgolflehrer bzw. PGA Qualified Golf Professional mit zwei Zwischenprüfungen und abschließender Diplomprüfung angeboten.